# Botanophila hucketti
Botanophila hucketti är en tvåvingeart som först beskrevs av Ringdahl 1935.  Botanophila hucketti ingår i släktet Botanophila och familjen blomsterflugor. Arten är reproducerande i Sverige. Inga underarter finns listade i Catalogue of Life.